# Чемужівська сільська рада
Чемужі́вська сільська́ ра́да — адміністративно-територіальна одиниця та орган місцевого самоврядування у Зміївському районі Харківської області. Адміністративний центр — село Чемужівка.

## Загальні відомості
- Чемужівська сільська рада утворена в 1924 році.
- Територія ради: 58,358 км²
- Населення ради: 4 346 осіб (станом на 2001 рік)
- Територією ради протікає річка Мжа.

## Населені пункти
Сільській раді підпорядковані населені пункти:
- с. Чемужівка
- с. Артюхівка
- с. Водяхівка
- с. Левківка
- с. Пролетарське

## Склад ради
Рада складається з 20 депутатів та голови.
- Голова ради: Гончаров Валерій Леонідович
- Секретар ради: Власенко Валентина Іванівна

### Керівний склад попередніх скликань
| Прізвище, ім'я, по батькові | Основні відомості                                                                       | Дата обрання | Дата звільнення |
| --------------------------- | --------------------------------------------------------------------------------------- | ------------ | --------------- |
| Бережний Леонід Вікторович  | Сільський голова, 1948 року народження, безпартійний                                    | 26.03.2006   | 31.10.2010      |
| Гончаров Валерій Леонідович | Сільський голова, 1962 року народження, освіта середня спеціальна, член Партії регіонів | 31.10.2010   |                 |

Примітка: таблиця складена за даними сайту Верховної Ради України

### Депутати
За результатами місцевих виборів 2010 року депутатами ради стали:

#### За суб'єктами висування
| Суб'єкт висування | Кількість обраних депутатів | %   |
| ----------------- | --------------------------- | --- |
| Партія регіонів   | 20                          | 100 |

#### За округами
| № округу        | Прізвище, ім'я, по батькові       | Дата визнання обраним | Освіта  | Партійна приналежність | Відомості про обраного депутата                   |
| --------------- | --------------------------------- | --------------------- | ------- | ---------------------- | ------------------------------------------------- |
| Партія регіонів |                                   |                       |         |                        |                                                   |
| 1               | Гончарова Ірина Олексіївна        | 03.11.2010            | середня | член Партії регіонів   | приватний підприємець                             |
| 2               | Лаврик Юрій Вікторович            | 03.11.2010            | вища    | член Партії регіонів   | ТОВ «Лав-рик», голова                             |
| 3               | Власенко Валентина Іванівна       | 03.11.2010            | вища    | член Партії регіонів   | Чемужівська сільська рада, секретар ради          |
| 4               | Лещенко Любов Михайлівна          | 03.11.2010            | середня | член Партії регіонів   | АТ «Конвектор», робітниця                         |
| 5               | Лукієнко Антоніна Михайлівна      | 03.11.2010            | середня | член Партії регіонів   | Чему-жів-ська сільська рада, ка-сир               |
| 6               | Шемигон Михайло Олексійович       | 03.11.2010            | вища    | член Партії регіонів   | тимчасово не працює                               |
| 7               | Дмитренко Сергій Михайлович       | 03.11.2010            | вища    | член Партії регіонів   | Чемужівське лісництво, лісничий                   |
| 8               | Лещенко Олександр Семенович       | 03.11.2010            | вища    | член Партії регіонів   | Краснополянське лісництво, лісничий               |
| 9               | Сумець Тетяна Миколаївна          | 03.11.2010            | вища    | член Партії регіонів   | Залізнична станція Зміїв, касир                   |
| 10              | Таран Людмила Вікторівна          | 03.11.2010            | вища    | член Партії регіонів   | Чемужівська сільська рада, спеціаліст 1кат.       |
| 11              | Власенко Олег Петрович            | 03.11.2010            | вища    | член Партії регіонів   | ТОВ «ФОБ», керуючий АЗС                           |
| 12              | Власенко Оксана Сергіївна         | 03.11.2010            | вища    | член Партії регіонів   | Чемужівський сільський будинок культури, директор |
| 13              | Пашко Зінаїда Пилипівна           | 03.11.2010            | вища    | член Партії регіонів   | Чемужівська сільська рада, спеці ліст 1кат.       |
| 14              | Власенко Олена Вікторівна         | 03.11.2010            | вища    | член Партії регіонів   | Чемужівська сільська рада, головний бухгалтер     |
| 15              | Бондар Лариса Василівна           | 03.11.2010            | вища    | член Партії регіонів   | Чемужівська сільська бібліотека, завідувачка      |
| 16              | Бойко Віталій Миколайович         | 03.11.2010            | вища    | член Партії регіонів   | Зміївський відділ земельних ресурсів, спеціаліст  |
| 17              | Кришталь Олександра Володимирівна | 03.11.2010            | вища    | член Партії регіонів   | Зміївська поліклініка, лікар                      |
| 18              | Кришталь Віктор Миколайович       | 03.11.2010            | вища    | член Партії регіонів   | Жовтневий лісгосп, лісничий                       |
| 19              | Шакала Микола Миколайович         | 03.11.2010            | середня | член Партії регіонів   | Південна залізниця Локомотивне депо, машиніст     |
| 20              | Афанасьєва Інна Іванівна          | 03.11.2010            | вища    | член Партії регіонів   | Левківська загальноосвітня школа, директор        |